# (85,21,5)-Blockplan
Der (85,21,5)-Blockplan ist ein spezieller Symmetrischer Blockplan. Um ihn konstruieren zu können, musste dieses kombinatorische Problem gelöst werden: eine leere 85 × 85 - Matrix wurde so mit Einsen gefüllt, dass jede Zeile der Matrix genau 21 Einsen enthält und je zwei beliebige Zeilen genau 5 Einsen in der gleichen Spalte besitzen (nicht mehr und nicht weniger). Das klingt relativ einfach, ist aber nicht trivial zu lösen. Es gibt nur gewisse Kombinationen von Parametern (wie hier v = 85, k = 21, λ = 5), für die eine solche Konstruktion überhaupt machbar ist. In dieser Übersicht sind die kleinsten solcher (v,k,λ) aufgeführt.

## Eigenschaften
Dieser symmetrische Blockplan hat die Parameter v = 85, k = 21, λ = 5 und damit folgende Eigenschaften:
- Er besteht aus 85 Blöcken und 85 Punkten.
- Jeder Block enthält genau 21 Punkte.
- Je 2 Blöcke schneiden sich in genau 5 Punkten.
- Jeder Punkt liegt auf genau 21 Blöcken.
- Je 2 Punkte sind durch genau 5 Blöcke verbunden.

## Existenz und Charakterisierung
Es existieren mindestens 213964 nichtisomorphe 2-(85,21,5) - Blockpläne. Zwei dieser Lösungen sind: 
- Lösung 1 mit der Signatur 85·84. Sie enthält 3570 Ovale der Ordnung 2.
- Lösung 2 mit der Signatur 73·20, 6·21, 1·22, 5·84. Sie enthält 72 Ovale der Ordnung 4.

## Liste der Blöcke
Hier sind alle Blöcke dieses Blockplans aufgelistet; zum Verständnis dieser Liste siehe diese Veranschaulichung
- Lösung 1

```
  1   2   8  12  20  23  25  26  28  30  41  42  50  59  66  72  73  76  78  82  85
  1   2   3   9  13  21  24  26  27  29  31  42  43  51  60  67  73  74  77  79  83
  2   3   4  10  14  22  25  27  28  30  32  43  44  52  61  68  74  75  78  80  84
  3   4   5  11  15  23  26  28  29  31  33  44  45  53  62  69  75  76  79  81  85
  1   4   5   6  12  16  24  27  29  30  32  34  45  46  54  63  70  76  77  80  82
  2   5   6   7  13  17  25  28  30  31  33  35  46  47  55  64  71  77  78  81  83
  3   6   7   8  14  18  26  29  31  32  34  36  47  48  56  65  72  78  79  82  84
  4   7   8   9  15  19  27  30  32  33  35  37  48  49  57  66  73  79  80  83  85
  1   5   8   9  10  16  20  28  31  33  34  36  38  49  50  58  67  74  80  81  84
  2   6   9  10  11  17  21  29  32  34  35  37  39  50  51  59  68  75  81  82  85
  1   3   7  10  11  12  18  22  30  33  35  36  38  40  51  52  60  69  76  82  83
  2   4   8  11  12  13  19  23  31  34  36  37  39  41  52  53  61  70  77  83  84
  3   5   9  12  13  14  20  24  32  35  37  38  40  42  53  54  62  71  78  84  85
  1   4   6  10  13  14  15  21  25  33  36  38  39  41  43  54  55  63  72  79  85
  1   2   5   7  11  14  15  16  22  26  34  37  39  40  42  44  55  56  64  73  80
  2   3   6   8  12  15  16  17  23  27  35  38  40  41  43  45  56  57  65  74  81
  3   4   7   9  13  16  17  18  24  28  36  39  41  42  44  46  57  58  66  75  82
  4   5   8  10  14  17  18  19  25  29  37  40  42  43  45  47  58  59  67  76  83
  5   6   9  11  15  18  19  20  26  30  38  41  43  44  46  48  59  60  68  77  84
  6   7  10  12  16  19  20  21  27  31  39  42  44  45  47  49  60  61  69  78  85
  1   7   8  11  13  17  20  21  22  28  32  40  43  45  46  48  50  61  62  70  79
  2   8   9  12  14  18  21  22  23  29  33  41  44  46  47  49  51  62  63  71  80
  3   9  10  13  15  19  22  23  24  30  34  42  45  47  48  50  52  63  64  72  81
  4  10  11  14  16  20  23  24  25  31  35  43  46  48  49  51  53  64  65  73  82
  5  11  12  15  17  21  24  25  26  32  36  44  47  49  50  52  54  65  66  74  83
  6  12  13  16  18  22  25  26  27  33  37  45  48  50  51  53  55  66  67  75  84
  7  13  14  17  19  23  26  27  28  34  38  46  49  51  52  54  56  67  68  76  85
  1   8  14  15  18  20  24  27  28  29  35  39  47  50  52  53  55  57  68  69  77
  2   9  15  16  19  21  25  28  29  30  36  40  48  51  53  54  56  58  69  70  78
  3  10  16  17  20  22  26  29  30  31  37  41  49  52  54  55  57  59  70  71  79
  4  11  17  18  21  23  27  30  31  32  38  42  50  53  55  56  58  60  71  72  80
  5  12  18  19  22  24  28  31  32  33  39  43  51  54  56  57  59  61  72  73  81
  6  13  19  20  23  25  29  32  33  34  40  44  52  55  57  58  60  62  73  74  82
  7  14  20  21  24  26  30  33  34  35  41  45  53  56  58  59  61  63  74  75  83
  8  15  21  22  25  27  31  34  35  36  42  46  54  57  59  60  62  64  75  76  84
  9  16  22  23  26  28  32  35  36  37  43  47  55  58  60  61  63  65  76  77  85
  1  10  17  23  24  27  29  33  36  37  38  44  48  56  59  61  62  64  66  77  78
  2  11  18  24  25  28  30  34  37  38  39  45  49  57  60  62  63  65  67  78  79
  3  12  19  25  26  29  31  35  38  39  40  46  50  58  61  63  64  66  68  79  80
  4  13  20  26  27  30  32  36  39  40  41  47  51  59  62  64  65  67  69  80  81
  5  14  21  27  28  31  33  37  40  41  42  48  52  60  63  65  66  68  70  81  82
  6  15  22  28  29  32  34  38  41  42  43  49  53  61  64  66  67  69  71  82  83
  7  16  23  29  30  33  35  39  42  43  44  50  54  62  65  67  68  70  72  83  84
  8  17  24  30  31  34  36  40  43  44  45  51  55  63  66  68  69  71  73  84  85
  1   9  18  25  31  32  35  37  41  44  45  46  52  56  64  67  69  70  72  74  85
  1   2  10  19  26  32  33  36  38  42  45  46  47  53  57  65  68  70  71  73  75
  2   3  11  20  27  33  34  37  39  43  46  47  48  54  58  66  69  71  72  74  76
  3   4  12  21  28  34  35  38  40  44  47  48  49  55  59  67  70  72  73  75  77
  4   5  13  22  29  35  36  39  41  45  48  49  50  56  60  68  71  73  74  76  78
  5   6  14  23  30  36  37  40  42  46  49  50  51  57  61  69  72  74  75  77  79
  6   7  15  24  31  37  38  41  43  47  50  51  52  58  62  70  73  75  76  78  80
  7   8  16  25  32  38  39  42  44  48  51  52  53  59  63  71  74  76  77  79  81
  8   9  17  26  33  39  40  43  45  49  52  53  54  60  64  72  75  77  78  80  82
  9  10  18  27  34  40  41  44  46  50  53  54  55  61  65  73  76  78  79  81  83
 10  11  19  28  35  41  42  45  47  51  54  55  56  62  66  74  77  79  80  82  84
 11  12  20  29  36  42  43  46  48  52  55  56  57  63  67  75  78  80  81  83  85
  1  12  13  21  30  37  43  44  47  49  53  56  57  58  64  68  76  79  81  82  84
  2  13  14  22  31  38  44  45  48  50  54  57  58  59  65  69  77  80  82  83  85
  1   3  14  15  23  32  39  45  46  49  51  55  58  59  60  66  70  78  81  83  84
  2   4  15  16  24  33  40  46  47  50  52  56  59  60  61  67  71  79  82  84  85
  1   3   5  16  17  25  34  41  47  48  51  53  57  60  61  62  68  72  80  83  85
  1   2   4   6  17  18  26  35  42  48  49  52  54  58  61  62  63  69  73  81  84
  2   3   5   7  18  19  27  36  43  49  50  53  55  59  62  63  64  70  74  82  85
  1   3   4   6   8  19  20  28  37  44  50  51  54  56  60  63  64  65  71  75  83
  2   4   5   7   9  20  21  29  38  45  51  52  55  57  61  64  65  66  72  76  84
  3   5   6   8  10  21  22  30  39  46  52  53  56  58  62  65  66  67  73  77  85
  1   4   6   7   9  11  22  23  31  40  47  53  54  57  59  63  66  67  68  74  78
  2   5   7   8  10  12  23  24  32  41  48  54  55  58  60  64  67  68  69  75  79
  3   6   8   9  11  13  24  25  33  42  49  55  56  59  61  65  68  69  70  76  80
  4   7   9  10  12  14  25  26  34  43  50  56  57  60  62  66  69  70  71  77  81
  5   8  10  11  13  15  26  27  35  44  51  57  58  61  63  67  70  71  72  78  82
  6   9  11  12  14  16  27  28  36  45  52  58  59  62  64  68  71  72  73  79  83
  7  10  12  13  15  17  28  29  37  46  53  59  60  63  65  69  72  73  74  80  84
  8  11  13  14  16  18  29  30  38  47  54  60  61  64  66  70  73  74  75  81  85
  1   9  12  14  15  17  19  30  31  39  48  55  61  62  65  67  71  74  75  76  82
  2  10  13  15  16  18  20  31  32  40  49  56  62  63  66  68  72  75  76  77  83
  3  11  14  16  17  19  21  32  33  41  50  57  63  64  67  69  73  76  77  78  84
  4  12  15  17  18  20  22  33  34  42  51  58  64  65  68  70  74  77  78  79  85
  1   5  13  16  18  19  21  23  34  35  43  52  59  65  66  69  71  75  78  79  80
  2   6  14  17  19  20  22  24  35  36  44  53  60  66  67  70  72  76  79  80  81
  3   7  15  18  20  21  23  25  36  37  45  54  61  67  68  71  73  77  80  81  82
  4   8  16  19  21  22  24  26  37  38  46  55  62  68  69  72  74  78  81  82  83
  5   9  17  20  22  23  25  27  38  39  47  56  63  69  70  73  75  79  82  83  84
  6  10  18  21  23  24  26  28  39  40  48  57  64  70  71  74  76  80  83  84  85
  1   7  11  19  22  24  25  27  29  40  41  49  58  65  71  72  75  77  81  84  85
```

- Lösung 2

```
  1   2   3   4   5   6   7   8   9  10  11  12  13  14  15  16  17  18  19  20  21
  1   2   3   4   5  22  23  24  25  26  27  28  29  30  31  32  33  34  35  36  37
  1   2   3   4   5  38  39  40  41  42  43  44  45  46  47  48  49  50  51  52  53
  1   2   3   4   5  54  55  56  57  58  59  60  61  62  63  64  65  66  67  68  69
  1   2   3   4   5  70  71  72  73  74  75  76  77  78  79  80  81  82  83  84  85
  1   6   7   8   9  22  23  24  25  38  39  40  41  54  55  56  57  70  71  72  73
  1   6   7   8   9  26  27  28  29  42  43  44  45  58  59  60  61  74  75  76  77
  1   6   7   8   9  30  31  32  33  46  47  48  49  62  63  64  65  78  79  80  81
  1   6   7   8   9  34  35  36  37  50  51  52  53  66  67  68  69  82  83  84  85
  1  10  11  12  13  22  23  24  25  42  43  44  45  62  63  64  65  82  83  84  85
  1  10  11  12  13  26  27  28  29  38  39  40  41  66  67  68  69  78  79  80  81
  1  10  11  12  13  30  31  32  33  50  51  52  53  54  55  56  57  74  75  76  77
  1  10  11  12  13  34  35  36  37  46  47  48  49  58  59  60  61  70  71  72  73
  1  14  15  16  17  22  23  24  25  50  51  52  53  58  59  60  61  78  79  80  81
  1  14  15  16  17  26  27  28  29  46  47  48  49  54  55  56  57  82  83  84  85
  1  14  15  16  17  30  31  32  33  42  43  44  45  66  67  68  69  70  71  72  73
  1  14  15  16  17  34  35  36  37  38  39  40  41  62  63  64  65  74  75  76  77
  1  18  19  20  21  22  23  24  25  46  47  48  49  66  67  68  69  74  75  76  77
  1  18  19  20  21  26  27  28  29  50  51  52  53  62  63  64  65  70  71  72  73
  1  18  19  20  21  30  31  32  33  38  39  40  41  58  59  60  61  82  83  84  85
  1  18  19  20  21  34  35  36  37  42  43  44  45  54  55  56  57  78  79  80  81
  2   6  10  14  18  22  26  30  34  38  42  46  50  54  58  62  66  70  74  78  82
  2   6  10  14  18  23  29  33  37  39  43  47  51  55  59  63  67  71  75  79  83
  2   6  10  14  18  24  28  32  36  40  44  48  52  56  60  64  68  72  76  80  84
  2   6  10  14  18  25  27  31  35  41  45  49  53  57  61  65  69  73  77  81  85
  2   7  11  15  19  22  26  30  34  39  43  47  51  56  60  64  68  73  77  81  85
  2   7  11  15  19  25  27  31  35  40  44  48  52  55  59  63  67  70  74  78  82
  2   7  11  15  19  24  28  32  36  41  45  49  53  54  58  62  66  71  75  79  83
  2   7  11  15  19  23  29  33  37  38  42  46  50  57  61  65  69  72  76  80  84
  2   8  12  16  20  22  26  30  34  40  44  48  52  57  61  65  69  71  75  79  83
  2   8  12  16  20  25  27  31  35  39  43  47  51  54  58  62  66  72  76  80  84
  2   8  12  16  20  24  28  32  36  38  42  46  50  55  59  63  67  73  77  81  85
  2   8  12  16  20  23  29  33  37  41  45  49  53  56  60  64  68  70  74  78  82
  2   9  13  17  21  22  26  30  34  41  45  49  53  55  59  63  67  72  76  80  84
  2   9  13  17  21  25  27  31  35  38  42  46  50  56  60  64  68  71  75  79  83
  2   9  13  17  21  24  28  32  36  39  43  47  51  57  61  65  69  70  74  78  82
  2   9  13  17  21  23  29  33  37  40  44  48  52  54  58  62  66  73  77  81  85
  3   6  11  17  20  22  27  32  37  40  43  46  53  56  59  62  69  72  75  78  85
  3   6  11  17  20  23  28  31  34  39  44  49  50  55  60  65  66  71  76  81  82
  3   6  11  17  20  24  29  30  35  38  45  48  51  54  61  64  67  70  77  80  83
  3   6  11  17  20  25  26  33  36  41  42  47  52  57  58  63  68  73  74  79  84
  3   7  10  16  21  22  27  32  37  39  44  49  50  54  61  64  67  73  74  79  84
  3   7  10  16  21  23  28  31  34  40  43  46  53  57  58  63  68  70  77  80  83
  3   7  10  16  21  24  29  30  35  41  42  47  52  56  59  62  69  71  76  81  82
  3   7  10  16  21  25  26  33  36  38  45  48  51  55  60  65  66  72  75  78  85
  3   8  13  15  18  22  27  32  37  38  45  48  51  57  58  63  68  71  76  81  82
  3   8  13  15  18  23  28  31  34  41  42  47  52  54  61  64  67  72  75  78  85
  3   8  13  15  18  24  29  30  35  40  43  46  53  55  60  65  66  73  74  79  84
  3   8  13  15  18  25  26  33  36  39  44  49  50  56  59  62  69  70  77  80  83
  3   9  12  14  19  22  27  32  37  41  42  47  52  55  60  65  66  70  77  80  83
  3   9  12  14  19  23  28  31  34  38  45  48  51  56  59  62  69  73  74  79  84
  3   9  12  14  19  24  29  30  35  39  44  49  50  57  58  63  68  72  75  78  85
  3   9  12  14  19  25  26  33  36  40  43  46  53  54  61  64  67  71  76  81  82
  4   6  12  15  21  22  28  33  35  40  42  49  51  57  59  64  66  71  74  80  85
  4   6  12  15  21  23  27  30  36  39  45  46  52  54  60  63  69  72  77  79  82
  4   6  12  15  21  24  26  31  37  38  44  47  53  55  61  62  68  73  76  78  83
  4   6  12  15  21  25  29  32  34  41  43  48  50  56  58  65  67  70  75  81  84
  4   7  13  14  20  22  28  33  35  39  45  46  52  55  61  62  68  70  75  81  84
  4   7  13  14  20  23  27  30  36  40  42  49  51  56  58  65  67  73  76  78  83
  4   7  13  14  20  24  26  31  37  41  43  48  50  57  59  64  66  72  77  79  82
  4   7  13  14  20  25  29  32  34  38  44  47  53  54  60  63  69  71  74  80  85
  4   8  10  17  19  22  28  33  35  38  44  47  53  56  58  65  67  72  77  79  82
  4   8  10  17  19  23  27  30  36  41  43  48  50  55  61  62  68  71  74  80  85
  4   8  10  17  19  24  26  31  37  40  42  49  51  54  60  63  69  70  75  81  84
  4   8  10  17  19  25  29  32  34  39  45  46  52  57  59  64  66  73  76  78  83
  4   9  11  16  18  22  28  33  35  41  43  48  50  54  60  63  69  73  76  78  83
  4   9  11  16  18  23  27  30  36  38  44  47  53  57  59  64  66  70  75  81  84
  4   9  11  16  18  24  26  31  37  39  45  46  52  56  58  65  67  71  74  80  85
  4   9  11  16  18  25  29  32  34  40  42  49  51  55  61  62  68  72  77  79  82
  5   6  13  16  19  22  29  31  36  40  45  47  50  55  58  64  69  72  74  81  83
  5   6  13  16  19  23  26  32  35  39  42  48  53  56  61  63  66  71  77  78  84
  5   6  13  16  19  24  27  33  34  38  43  49  52  57  60  62  67  70  76  79  85
  5   6  13  16  19  25  28  30  37  41  44  46  51  54  59  65  68  73  75  80  82
  5   7  12  17  18  22  29  31  36  39  42  48  53  54  59  65  68  70  76  79  85
  5   7  12  17  18  23  26  32  35  40  45  47  50  57  60  62  67  73  75  80  82
  5   7  12  17  18  24  27  33  34  41  44  46  51  56  61  63  66  72  74  81  83
  5   7  12  17  18  25  28  30  37  38  43  49  52  55  58  64  69  71  77  78  84
  5   8  11  14  21  22  29  31  36  38  43  49  52  56  61  63  66  73  75  80  82
  5   8  11  14  21  23  26  32  35  41  44  46  51  55  58  64  69  70  76  79  85
  5   8  11  14  21  24  27  33  34  40  45  47  50  54  59  65  68  71  77  78  84
  5   8  11  14  21  25  28  30  37  39  42  48  53  57  60  62  67  72  74  81  83
  5   9  10  15  20  22  29  31  36  41  44  46  51  57  60  62  67  71  77  78  84
  5   9  10  15  20  23  26  32  35  38  43  49  52  54  59  65  68  72  74  81  83
  5   9  10  15  20  24  27  33  34  39  42  48  53  55  58  64  69  73  75  80  82
  5   9  10  15  20  25  28  30  37  40  45  47  50  56  61  63  66  70  76  79  85
```

## Zyklische Darstellung
Es existiert eine zyklische Darstellung (Singer-Zyklus) für Lösung 1 dieses Blockplans, sie ist isomorph zur obigen Liste der Blöcke. Ausgehend von dem dargestellten Block erhält man die restlichen Blöcke des Blockplans durch zyklische Permutation der in ihm enthaltenen Punkte.
- Lösung 1

```
  1   2   8  12  20  23  25  26  28  30  41  42  50  59  66  72  73  76  78  82  85
```

## Oval
Ein Oval des Blockplans ist eine Menge seiner Punkte, von welcher keine drei auf einem Block liegen. Hier ist ein Beispiel eines Ovals maximaler Ordnung für jede Lösung dieses Blockplans:
- Lösung 1

```
  1   2
```

- Lösung 2

```
  7  30  53  61
```